# IT service management
L'IT service management (o gestione dei servizi IT, abbreviato in ITSM) è una disciplina che si occupa di pianificare, progettare e gestire i sistemi di information technology (IT) di un'organizzazione.
La seguente è una delle classiche affermazioni che troviamo in letteratura quando si parla di ITSM:
I fornitori di servizi IT non possono più permettersi di focalizzarsi solo sulla tecnologia, devono ora considerare la qualità dei servizi che forniscono e focalizzarsi nella relazione con il cliente.
ITSM è incentrata sui processi ed in questo senso ha legami ed obiettivi comuni con altre discipline, framework e metodologie incentrate sul miglioramento dei processi (es. TQM, Six Sigma, Business Process Management, CMMI).
La disciplina non è interessata ad illustrare i dettagli di un determinato prodotto o i dettagli tecnici di un sistema informativo. È invece interessata a fornire un framework in grado di mettere in relazione le attività IT e le persone in esse coinvolte con business, clienti e utilizzatori.
ITSM è generalmente legata al concetto di "back office" o meglio al concetto di gestione dell'IT, e non quindi allo sviluppo della tecnologia. Ad esempio, la realizzazione di un software per la scrittura di testi o la progettazione di un microprocessore, non sono oggetto di interesse di questa disciplina, lo è piuttosto il sistema informativo utilizzato dal marketing. Molte compagnie non appartenenti al settore della tecnologia, quali ad esempio società finanziarie, commerciali, hanno significativi sistemi informativi che non sono visibili ai loro clienti.
La gestione dei servizi IT è spesso equiparata all'ITIL, anche se ci sono una varietà di standard e framework che contribuiscono alla disciplina ITSM complessiva. ITIL è nato come pubblicazione ufficiale delle agenzie governative del Regno Unito (prima CCTA, poi OGC, poi Cabinet Office). Nel gennaio 2014, la proprietà di ITIL è stata trasferita ad Axelos, una joint venture del governo del Regno Unito e Capita, una società di servizi professionali e di outsourcing di processi aziendali internazionali.
Il libro della Fondazione ITIL 4 è stato rilasciato il 18 febbraio 2019. Nella sua versione precedente (nota come ITIL 2011), ITIL è pubblicato come una serie di cinque volumi principali, ognuno dei quali copre una diversa fase del ciclo di vita ITSM.